# 샤일록

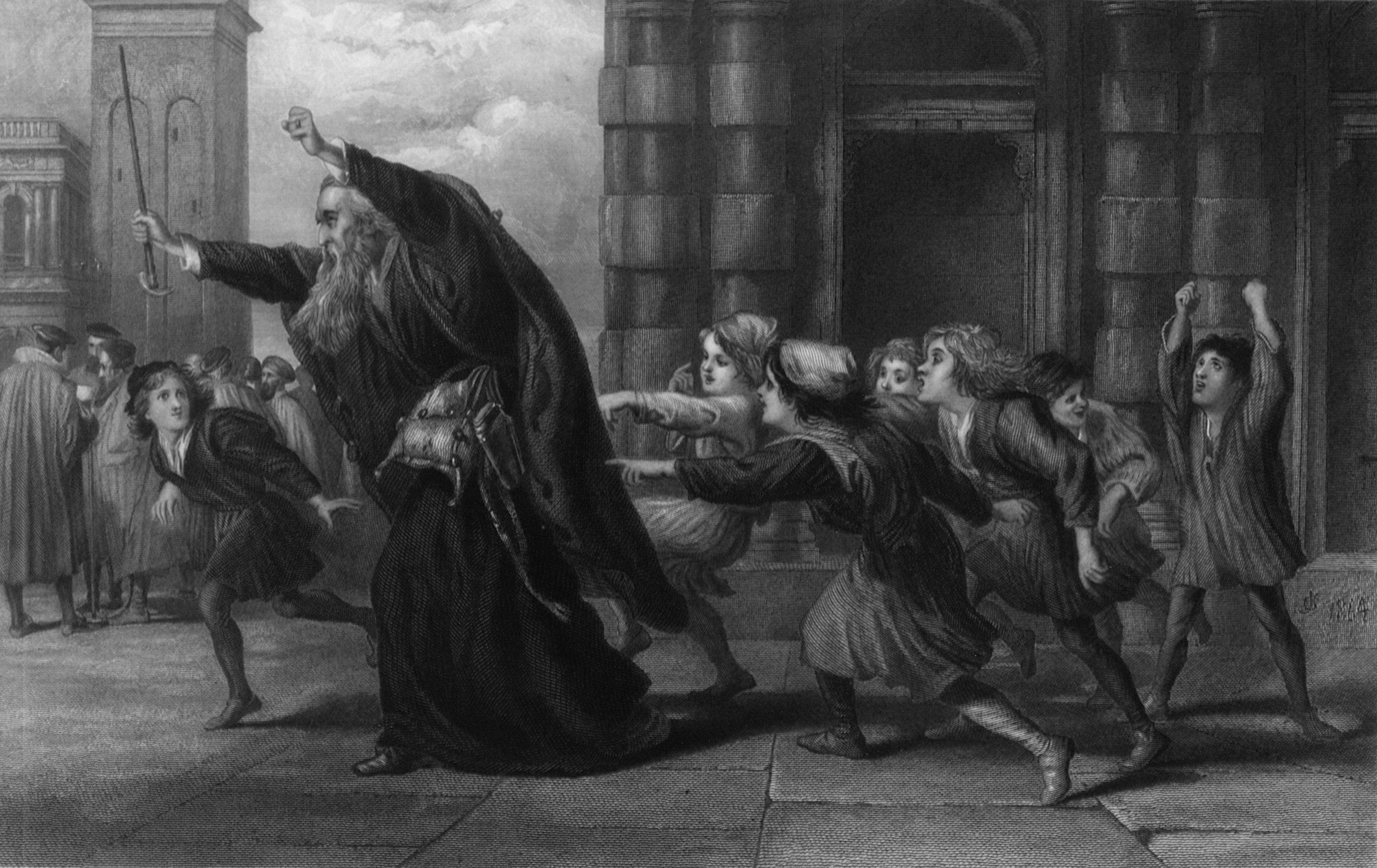
존 길버트의 그림 《재판정에서 나오는 샤일록》

샤일록(Shylock)은 윌리엄 셰익스피어의 희곡인 베니스의 상인에 나오는 극중 인물이다. 베네치아에 사는 유대인으로 고리대금업자이다. 샤일록은 극 중 악역으로 이야기의 절정에서 기독교로 개종한다.  샤일록의 특성은 유대인의 전형으로 묘사되며,  욕심이 많고, 원한에 가득찬 사람으로 상징된다. 하지만 역사적인 사실은 1290년에 유대인은 에드워드 1세에 의해 영국에서 추방되었으며 크롬웰 시대까지 그 상황이 이어졌다.

## 이름
샤일록은 유대인의 이름이 아니다. 하지만 역사학자들은 그 이름이 성경속의 인명인 셀라에서 온것으로 추측한다. 셀라는 셈의 손자이고 에베르의 아버지이다. 극 중의 모든 유대인 이름은 창세기에서 따온 것이다.  